# Ochotona gloveri
Il pica di Glover (Ochotona gloveri Thomas, 1922) è un mammifero lagomorfo della famiglia degli Ocotonidi.
La specie è endemica della Cina orientale, dove con quattro sottospecie (Ochotona gloveri brookei, Ochotona gloveri calloceps, Ochotona gloveri gloveri ed Ochotona gloveri kamensis, quest'ultima a volte classificata come specie a sé stante, col nome di Ochotona kamensis) colonizza le aree rocciose d'alta quota.
Misura circa 20 cm, per un peso di 220 g.

Presenta aspetto esteriore simile a quello di un grosso criceto: corpo tozzo con testa grande, orecchie piccole ed arrotondate, occhi neri a capocchia di spillo, coda ridotta al punto di essere nascosta dal pelo, zampe corte, le posteriori leggermente più lunghe rispetto alle anteriori.

Il pelo della zona dorsale e della testa è bruno-grigiastro nei mesi invernali: si arricchisce di tonalità rossicce durante i mesi estivi, mentre il ventre rimane sempre di colore biancastro.
Si tratta di animali diurni, che hanno tendenze assai solitarie: i maschi delimitano territori molto più grandi rispetto a quelli delle femmine, perciò ciascun maschio può accoppiarsi con più femmine se il territorio di queste viene parzialmente incluso nel suo, così come una femmina può accoppiarsi con più maschi che hanno il proprio territorio nelle vicinanze del suo. Per il resto, si tratta di animali territoriali, che accolgono eventuali intrusi (generalmente esemplari giovani che vagano alla ricerca di un territorio dove stabilirsi o pica intenzionati a rubare i monticelli di fieno che questi animali sono soliti accumulare in vista dell'inverno) con lunghi e laceranti fischi.

Si nutrono di materiale vegetale, prediligendo le piante erbacee (che mangiano intere): in inverno, non andando in letargo, necessitano di una riserva di cibo, che accumulano sotto forma di mucchi di erbe messi a seccare durante l'estate e stipati nella tana. Qualora queste riserve finiscano prima dell'inverno, cosa che accade piuttosto spesso, questi animali sono costretti a scavare tunnel sotto la neve alla ricerca di cibo.